# Willy Odenthal
Wilhelm „Willy“ Odenthal (* 24. Juli 1896 in Köln-Dünnwald; † 12. Januar 1962 in Mainz-Laubenheim) war ein deutscher Politiker (USPD, später SPD).

## Leben und Beruf
Nach dem Besuch der Volksschule absolvierte Odenthal eine Ausbildung zum Vermessungstechniker. Von 1915 bis 1918 nahm er als Soldat am Ersten Weltkrieg teil und wurde mehrfach verwundet. Während der Zeit der Weimarer Republik arbeitete er von 1919 bis 1928 als Angestellter bei der Stadtverwaltung in Opladen. Er schloss sich 1919 der Gewerkschaft an, besuchte die Verwaltungsschule und studierte sechs Semester Volkswirtschaft, Sozialwissenschaft und öffentliches Recht an der Universität zu Köln. Seit 1925 war er Leiter der Arbeitsämter in Horrem, Remscheid und Bad Kreuznach.
Nach der Machtübernahme der Nationalsozialisten wurde Odenthal aus politischen Gründen seiner Ämter enthoben. Er war von 1934 bis 1942 als Sportartikelhändler tätig, nahm von 1942 bis 1945 als Soldat am Zweiten Weltkrieg teil und geriet zuletzt in Gefangenschaft, aus der er im November 1945 entlassen wurde.
Odenthal war seit 1946 Leiter des Arbeitsamtes in Mainz. Er wurde 1947 zum Regierungsdirektor ernannt, war zunächst Vizepräsident und später Präsident des Landesarbeitsamtes Hessen-Pfalz mit Sitz in Neustadt an der Weinstraße. In den 1950er Jahren war er Aufsichtsratsmitglied der Dortmund-Hörder Hüttenunion.

## Partei
Odenthal schloss sich im Januar 1919 der USPD an und trat später zur SPD über. Zum 1. Mai 1937 trat er der NSDAP bei (Mitgliedsnummer 5.924.439). Von 1934 bis 1938 war er Mitglied im NSKK. Im Jahr 1946 trat er erneut in die SPD ein. Wegen seiner Mitgliedschaft in der NSDAP wurde er 1946/47 zeitweise ausgeschlossen.

## Abgeordneter
Odenthal war von 1919 bis 1922 Mitglied des Provinziallandtages der Rheinprovinz.
Odenthal war seit 1951 Mitglied des Rheinland-Pfälzischen Landtages und wurde am 23. September 1951 für den verstorbenen Abgeordneten Ernst Roth im Wahlkreis Neustadt an der Weinstraße in den Deutschen Bundestag nachgewählt, dem er dann bis 1961 angehörte. Er war von 1953 bis 1957 Vorsitzender des Arbeitskreises Sozialpolitik der SPD-Bundestagsfraktion. Von 1953 bis 1961 war er auch stellvertretender Vorsitzender des Bundestagsausschusses für Arbeit.
Vom 25. Februar 1959 bis zum 29. November 1961 war er Mitglied des Europaparlamentes.

## Öffentliche Ämter
Nach dem Rücktritt von Jakob Steffan wurde Odenthal am 14. September 1950 als Minister für Soziales in die von Ministerpräsident Peter Altmeier geführte Regierung des Landes Rheinland-Pfalz berufen. Aufgrund der Bildung einer christlich-liberalen Koalition schied er am 13. Juni 1951 wieder aus der Regierung aus und wurde in seiner Funktion von Alois Zimmer abgelöst.